# Mulberry (Arkansas)
Mulberry é uma cidade localizada no estado americano de Arkansas, no Condado de Crawford.

## Demografia
Segundo o censo americano de 2000, a sua população era de 1627 habitantes.
Em 2006, foi estimada uma população de 1717, um aumento de 90 (5.5%).

## Geografia
De acordo com o United States Census Bureau, a localidade tem uma área de 20,1 km², dos quais 19,6 km² cobertos por terra e 0,5 km² cobertos por água.

## Localidades na vizinhança
O diagrama seguinte representa as localidades num raio de 24 km ao redor de Mulberry.